# Foto de garota não cumprimentando o presidente Figueiredo

A fotografia

Garota não cumprimenta presidente Figueiredo é uma fotografia registrada em setembro de 1979 que retrata uma garota brasileira de 5 anos de idade no momento em que se recusava a estender a mão para o então presidente, o general João Baptista Figueiredo. Trata-se de Rachel Coelho Menezes de Souza, mais conhecida como Rachel Clemens, falecida em 2015, aos 40 anos, na cidade de Belo Horizonte em decorrência de uma parada cardiorrespiratória. Publicada em diversos jornais e revistas de todo o mundo, a obra de autoria de Guinaldo Nicolaevsky se tornou um símbolo contra a ditadura.

## Contexto
O encontro entre Rachel Clemens, então com 5 anos de idade e o presidente Figueiredo aconteceu em setembro de 1979, em Belo Horizonte. Em entrevista, Rachel afirmou que o pai iria almoçar com o presidente um dia antes e a mãe sugeriu que levasse a filha para o evento, a ser realizado no Palácio da Liberdade. Contudo, Rachel disse não ter premeditado se recusar a cumprimentar o então presidente. Rachel afirmou que:
| “                | Virei pra ele: ‘você sabia que você vai almoçar com meu pai hoje’? Aí todo mundo ficava assim: 'dá a mão pra ele, dá a mão pra ele'. Eu detestei. Detesto que me mandem fazer as coisas. Não dei a mão porque eu não queria dar a mão pra ele, eu queria dar um recado pra ele. | ” |
| — Rachel Clemens | |   |

Segundo o fotógrafo autor da foto, Guinaldo Nicolaevsky, logo que fez a imagem ele percebeu a conotação política da foto. Em um de seus relatos, Guinaldo afirma que:
| “                      | Corri para a redação para revelar e transmitir a foto para o Rio. Para minha surpresa eles não publicaram a foto! Desconfiaram! Queriam o “cumprimento”. Fui ameaçado de dispensa caso não entregasse o fotograma. Foi exigido que mandasse o filme sem cortá-lo no primeiro vôo para o Rio. O que foi feito. Não publicaram nada… resolvi por minha conta, mandar para outros veículos, que publicaram com destaque até no exterior. | ” |
| — Guinaldo Nicolaevsky | |   |